# آزادراه ام۷۷

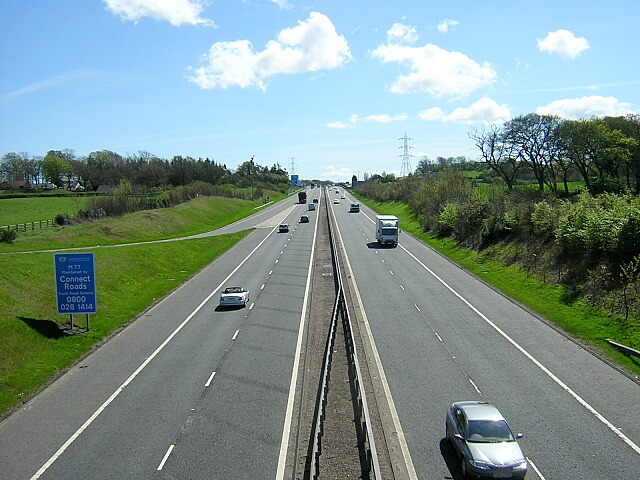
آزادراه ام۷۷

آزادراه ام۷۷ (به انگلیسی: M77 motorway) یک آزادراه در کشور اسکاتلند است.
این آزادراه که از شهر گلاسگو شروع میشود، ۳۲.۲ کیلومتر (۲۰ مایل) مسافت دارد و از شهرهای مهمی مانند گلاسگو، کیلمارنوک و آیر عبور میکند.